# Лезьно
Лезьно (пол. Leźno, нім. Leesen) — село в Польщі, у гміні Жуково Картузького повіту Поморського воєводства.
Населення — 1515 осіб (2011).
У 1975-1998 роках село належало до Гданського воєводства.

## Демографія
Демографічна структура станом на 31 березня 2011 року:
|          | Загалом | Допрацездатний вік | Працездатний вік | Постпрацездатний вік |
| -------- | ------- | ------------------ | ---------------- | -------------------- |
| Чоловіки | 744     | 195                | 497              | 52                   |
| Жінки    | 771     | 185                | 459              | 127                  |
| Разом    | 1515    | 380                | 956              | 179                  |